# Pousafoles do Bispo, Pena Lobo e Lomba
Pousafoles do Bispo, Pena Lobo e Lomba (oficialmente: União das Freguesias de Pousafoles do Bispo, Pena Lobo e Lomba) é uma freguesia portuguesa do município do Sabugal, com 38,16 km² de área e 390 habitantes (censo de 2021). A sua densidade populacional é 10,2 hab./km².

## História
Foi criada aquando da reorganização administrativa de 2012/2013,  resultando da agregação das antigas freguesias da Pousafoles do Bispo, Pena Lobo e Lomba.

## Demografia
A população registada nos censos foi:
| Distribuição da População por Grupos Etários | Distribuição da População por Grupos Etários | Distribuição da População por Grupos Etários | Distribuição da População por Grupos Etários | Distribuição da População por Grupos Etários | Distribuição da População por Grupos Etários |
| -------------------------------------------- | -------------------------------------------- | -------------------------------------------- | -------------------------------------------- | -------------------------------------------- | -------------------------------------------- |
| Antes da agregação                           |                                              |                                              |                                              |                                              |                                              |
| Ano                                          | 0-14 anos                                    | 15-24 anos                                   | 25-64 anos                                   | >= 65 anos                                   | Total                                        |
| 2001                                         | 34                                           | 49                                           | 236                                          | 270                                          | 589                                          |
| 2011                                         | 11                                           | 27                                           | 187                                          | 250                                          | 475                                          |
| Após a agregação                             |                                              |                                              |                                              |                                              |                                              |
| Ano                                          | 0-14 anos                                    | 15-24 anos                                   | 25-64 anos                                   | >= 65 anos                                   | Total                                        |
| 2021                                         | 13                                           | 14                                           | 141                                          | 222                                          | 390                                          |